# Királyegyháza
Királyegyháza is een plaats (község) en gemeente in het Hongaarse comitaat Baranya. Királyegyháza telt 1048 inwoners (2001).